# Tubungán
Tubungán es el nombre oficial de un municipio (tagalo: bayan; cebuano: lungsod; ilongo: banwa; ilocano: ili; a veces munisipyo en tagalo, cebuano e ilongo y munisipio en ilocano)  de cuarta categoría  perteneciente a la provincia  de Iloilo  en Bisayas occidentales (Región VI).